# Bitwa pod Arcis-sur-Aube
Bitwa pod Arcis-sur-Aube – starcie zbrojne, które miało miejsce 20–21 marca 1814 roku podczas wojen napoleońskich.
Napoleon mając ze sobą 23 000 żołnierzy maszerował na Reims z zamiarem wyjścia na tyły idących na Paryż armii sprzymierzonych. Jednak 20 marca został zaatakowany koło Arcis-sur-Aube przez austriacką armię (43 000 żołnierzy) dowodzoną przez feldmarszałka Schwarzenberga. Francuzi powstrzymywali natarcie Austriaków przez 8 godzin. Podczas szarży kawalerii austriackiej zagrożony Napoleon schronił się wewnątrz czworoboku batalionu piechoty polskiej, dowodzonego przez Skrzyneckiego. W nocy przybył z posiłkami w liczbie 7000 żołnierzy marszałek Oudinot. Następnego dnia Francuzi kontynuowali walkę, jednak wobec ogromnej przewagi Austriaków musieli wycofać się na Saint Denis. Austriacy stracili w bitwie ok. 4 tys. żołnierzy, natomiast Francuzi – 3000 żołnierzy. Armia austriacka po bitwie kontynuowała marsz na Paryż.
Pomimo większych strat Austriaków bitwa była nierozstrzygnięta. Francuzom nie udał się zamiar wyjścia na tyły armii sprzymierzonych, natomiast Austriacy pomimo znacznej przewagi liczebnej nie zdołali zniszczyć armii Napoleona.
Według innej wersji przebiegu bitwy, Napoleon ocalony został nie przez oddział Skrzyneckiego, lecz przez polski szwadron szwoleżerów Gwardii Cesarskiej dowodzonej przez Barona Ambrożego Mikołaja Skarżyńskiego. Wersję tę potwierdza list wysłany 2 lutego 1855 przez Skarżyńskiego do pułkownika Andrzeja Niegolewskiego oraz jego korespondencja z samym Skrzyneckim.
Walki żołnierza polskiego pod Arcis-sur-Aube zostały, po 1990 r., upamiętnione  na  Grobie Nieznanego Żołnierza w Warszawie napisem na jednej z tablic,  "ARCIS SUR AUBE  19 III 1814".